# Carli Lloyd
Carli Anne Lloyd Hollins (Delran Township, New Jersey, 1982. július 16. –) amerikai olimpiai- és világbajnok női labdarúgó.

## Pályafutása
1982. július 16-án született a New Jersey állambeli Delran Township városában. Az NWSL-ben szereplő NJ/NY Gotham FC játékosa. Kétszeres olimpiai bajnoknak mondhatja magát, a 2008-as és a 2012-es döntőben is gólt szerzett. Az amerikai válogatottat négy világbajnokságon képviselte. 2007-ben bronz, 2011-ben ezüst, majd 2015-ben és 2019-ben aranyérmet nyert. A kanadai torna döntőjében mesterhármast szerzett. Ezzel a teljesítménnyel ő lett az első női labdarúgó, aki világbajnoki döntőben három gólt lőtt, és ezt a férfiak közül is csak Geoff Hurst mondhatja ezt el magáról rajta kívül. A torna végén őt választották a legjobb játékosnak, valamint 2015-ben és 2016-ban Az év labdarúgója díjat is átvehette. Az válogatottban 284 mérkőzésen lépett pályára, és 117 gólt szerzett.
2013-ban a Western New York Flash színeiben megnyerte az NWSL első szezonjának alapszakaszát.

## Játékstílusa
Bár karrierje kezdetén inkább védekező középpályás szerepben játszott, egy sorral feljebb, a támadások segítésében érzi igazán otthon magát. Szívós, energikus játékos, jellemzően az utolsó passzok embere. Technikás labdarúgó, jól lát a pályán, lábbal és fejjel egyaránt veszélyes a kapura.

## Magánélete
Férjével, Brian Hollins-szal New Jerseyben él, Mount Lauer városában. Esküvőjüket 2016. november 4-én tartották.

## Sikerei

### A válogatottban
- Világbajnok (2): 2015, 2019
- Világbajnoki ezüstérmes (1): 2011
- Olimpiai bajnok (2): 2008, 2012
- Olimpiai bronzérmes (1): 2020
- Aranykupa győztes (1): 2014
- Világbajnoki ezüstérmes (1): 2011
- Világbajnoki bronzérmes (1): 2007
- Algarve-kupa győztes (3): 2011, 2013, 2015
- SheBelieves-kupa győztes (4): 2016, 2018, 2020, 2021
- Nemzetek Tornája győztes (1): 2018
- Négy Nemzet Tornája győztes (1): 2011

### Egyéni
- Az év női labdarúgója: 
  - 2016
- IFFHS Világ legjobb női játékosa: 
  - 2015